# Idioma yasa
El idioma yasa, también llamado Bongwe, Iyasa, Lyaasa, Maasa, Yassa es una lengua africana dentro del grupo de las lenguas bantúes. Hablada en zonas costeras de la región continental de Guinea Ecuatorial así como zonas costeras de Camerún (Región Sur, División Ocean, Subdivisiones Campo y Kribi, en la costa cerca de Guinea Ecuatorial, 15 pueblos).
Se considera una lengua relacionada con el idioma bubi hablado en la Isla de Bioko, y con el idioma benga, también en Guinea Ecuatorial.

## Uso del idioma
El idioma yasa es hablado por todas las edades. La juventud que lo habla ye se muda a las ciudades, presenta una disminución en la competencia lingüística.
En la zona ecuatoguineana del dominio lingüístico, el idioma yasa convive con el español.